# II. István Ulászló szerémi király
II. István Ulászló (szerbül: Стефан Владислав II), (kb. 1280 – 1326) szerb trónkövetelő, szerémi király 1316-tól 1325-ig. A Nemanjić-dinasztia tagja. Kotromanić Erzsébet magyar királyné nagy-nagybátyja.

## Élete
Édesapja István Dragutin szerb király, I. István Uroš szerb király és Ilona szerb királyné fia. Édesanyja Árpád-házi Katalin magyar hercegnő, V. István magyar király és Kun Erzsébet legidősebb leánya.
Miután 1282-ben Ulászló édesapját saját testvére elűzte Szerbiából, Dragutin és családja Magyarországra menekült. Itt apja az anyósa, Kun Erzsébet halála után felesége örökségeként megkapta a macsói bánságot és a Szerémség déli részét, ahol haláláig uralkodhatott. Ulászló ekkor megörökölte ezeket birtokokat, azonban még az év folyamán nagybátyja e területeket is elfoglalta tőle. Ez magyar–szerb háborúhoz vezetett. Károly Róbertnek sikerült kiűznie a szerbeket.
Ulászló Konstancia Morosinit vette feleségül, aki Morosini Tomasina anyakirályné unokahúga volt.